# K'aravaz
K'aravaz är ett vattendrag i Armenien.   Det ligger i provinsen Vajots Dzor, i den sydöstra delen av landet, 100 kilometer öster om huvudstaden Jerevan.
Trakten runt K'aravaz består i huvudsak av gräsmarker. Runt K'aravaz är det ganska glesbefolkat, med 28 invånare per kvadratkilometer.